# タイトル・ロール
タイトル・ロール（英: title role）は、オペラやバレエ、演劇、映画などにおいて、作品名と同じ名前の役（例、演劇ハムレットの主人公ハムレット役や映画ハリー・ポッターの主人公ハリー・ポッター役）。「表題役」ともいうが、「題名役」、「外題役（げだいやく）」という呼び方もある。『椿姫』『セビリアの理髪師』など、固有名詞ではないが特定の人物を指すタイトルをこれに含める場合もある。
ほとんどの作品ではタイトル・ロールが主人公であり、役柄でタイトルロールといえば主役を指すが、シェイクスピアの『ジュリアス・シーザー』やバレエの『ドン・キホーテ』などのように作品名と同名の登場人物が主役ではない例外もある。『鬼龍院花子の生涯』の、特に映画版などではタイトル役は出演頻度5、6番目に位置する完全な脇役である。
映画やテレビドラマで映画題名、ドラマ題名の表示に続いて表示される出演俳優リスト、スタッフリストもタイトル・ロールと呼ばれることがあるが、こちらは「title roll」である（クレジットタイトルを参照）。

## オペラ
- アイーダ
- 青ひげ公の城
- 悪魔とカーチャ
- アグリッピナ
- アッシジの聖フランチェスコ
- アッティラ
- アドリアーナ・ルクヴルール
- アヌッシュ
- アブ・ハッサン
- アポロとヒュアキントゥス
- アマールと夜の訪問者
- アラベラ
- アルフレート
- アレコ
- アンドレア・シェニエ
- アンナ・ボレーナ
- イオランタ
- イドメネオ
- イリス
- イングランドの女王エリザベッタ
- イーゴリ公
- ウィリアム・テル
- ヴェルジーのジェンマ
- ウェルテル
- ヴォツェック
- ウリッセの帰還
- エウリディーチェ
- エジプトのジュリアス・シーザー
- エディプス王
- エフゲニー・オネーギン
- エルナーニ
- エレクトラ
- オイリアンテ
- オテロ
- オベルト
- オベロン
- オリー伯爵
- オルフェオ
- オルフェオとエウリディーチェ
- オロンテーア
- 画家マティス
- カルメン
- 騎士パズマン
- キャンディード
- ゲノフェーファ
- 皇帝ティートの慈悲
- さまよえるオランダ人
- サムソンとデリラ
- サルタン皇帝
- サロメ
- ジークフリート
- シモン・ボッカネグラ
- ジャンニ・スキッキ
- シャールカ
- 修道女アンジェリカ
- ジョニーは演奏する
- セミョーン・カトコ
- セミラーミデ
- セルセ
- ゼルミーラ
- タイス
- ダフネ
- ダリオの戴冠
- ダリボル
- タンクレーディ
- タンホイザー
- チェネレントラ
- 蝶々夫人
- ディドとエネアス
- トゥーランドット
- トスカ
- トリスタンとイゾルデ
- ドン・カルロ
- ドン・ジョヴァンニ
- ナブッコ
- ノルマ
- バグパイプ吹きシュヴァンダ
- バスティアンとバスティエンヌ
- ハムレット
- バヤゼット
- パルジファル
- ハーリ・ヤーノシュ
- ピーター・グライムズ
- ファウスト
- ファウストの劫罰
- ファルスタッフ
- フィエラブラス
- フィガロの結婚
- フィデリオ
- ブルスキーノ氏
- ベアトリスとベネディクト
- ペドロ親方の人形芝居
- ペレアスとメリザンド
- ベンヴェヌート・チェッリーニ
- ヘンゼルとグレーテル
- ポッペーアの戴冠
- ホフマン物語
- ポリウト
- ボリス・ゴドゥノフ
- ポントの王ミトリダーテ
- マクベス
- マティルデ・ディ・シャブラン
- マノン
- マノン・レスコー
- マルタ
- ミレイユ
- モーゼとアロン
- 夢見るゲールゲ
- ランメルモールのルチア
- リエンツィ
- リゴレット
- リナルド
- リブシェ
- ルイザ・ミラー
- ルクレツィア・ボルジア
- ルサルカ
- ルスランとリュドミラ
- ルル
- ロジェ王
- ロメオとジュリエット
- ローエングリン
- ワカヒメ

## バレエ
- アニュータ
- アナスタシア
- アポロ
- アンナ・カレーニナ
- イカルス
- イワン雷帝
- エスメラルダ
- オネーギン
- オルフェウス
- カマルゴ
- ジゼル
- シルヴィア
- シンデレラ
- ダフニスとクロエ
- パキータ
- 火の鳥
- パイナップル・ポール
- 薔薇の精
- プロメテウスの創造物
- ペトルーシュカ
- 放蕩息子
- マノン
- ラ・シルフィード
- ラ・ペリ
- ライモンダ
- ロミオとジュリエット

## 映画
- アニー・ホール
- インディ・ジョーンズ
- アラビアのロレンス
- ゴルゴ13
- スーパーマン
- 姿三四郎
- スパイダーマン
- 椿三十郎
- 天外者
- ドクター・ストレンジ
- バットマン
- ハムレット
- ハリーポッターシリーズ
- フォレスト・ガンプ
- ベン・ハー
- マイティ・ソー
- マルコヴィッチの穴
- マレフィセント
- ミニヴァー夫人
- 横道世之介
- ロッキー

## 演劇
- アニー
- エビータ
- オセロー
- オンディーヌ
- ジーザス・クライスト
- ハムレット
- マクベス
- リア王
- ファントム

## ゲーム
- アトリエシリーズ
- ICO
- ヴァルキリープロファイル
- クラッシュ・バンディクーシリーズ
- ジャック×ダクスター
- スターフォックス
- ストライダー飛竜
- スパイロ・ザ・ドラゴン
- ソニックシリーズ
- ナイツ
- バンジョーとカズーイの大冒険
- ビューティフル ジョー
- 風来のシレン
- ベヨネッタ
- 星のカービィシリーズ
- マリオシリーズ
- ヨッシーシリーズ
- ラチェット&クランク
- ロックマンシリーズ
- ワリオシリーズ
- ワンダと巨像

## 主役でない例外
- シェイクスピア作ジュリアス・シーザー　 主役はブルータス
- バレエ・ドン・キホーテ  村の青年バジルと村娘キトリが主役
- ゲーム・ゼルダの伝説　リンクが主役、ゼルダ（姫）はヒロイン役